# Bezirksverband Fußball Chemnitz
Der Bezirksverband Fußball Chemnitz e. V. (BVFC) ist eine Vereinigung von Fußballkreisverbänden im Regierungsbezirk Chemnitz. Er wurde 1952 im Bahnhofshotel „Continental“ in Chemnitz als Bezirksfachausschuss der Sektion Fußball im Bezirk Chemnitz gegründet. 1990 erfolgte die Neugründung des heutigen BVFC. Er ist ein Unterverband des Sächsischen Fußball-Verbandes.

## Ligen
- Männer (Herren, A-, B-, C-, D-, E-Junioren)
  - Bezirksliga
  - Bezirksklasse Staffel 1
  - Bezirksklasse Staffel 2
  - Bezirksklasse Staffel 3 (nur bei Herren)

+ Ligen der untergeordneten Verbände
- Frauen (Frauen, B-, C-Juniorinnen)
  - Bezirksliga

+ Ligen der untergeordneten Verbände

## Pokale (Bezirkspokal Chemnitz)
- Männer
  - Wernesgrüner-Pokal der Herren
  - Pokal der A-Junioren
  - Pokal der B-Junioren
  - Pokal der C-Junioren
  - Pokal der D-Junioren

- Frauen
  - Pokal der Frauen
  - Pokal der B-Juniorinnen
  - Pokal der C-Juniorinnen

## Übergeordnete Verbände
- Fédération Internationale de Football Association (FIFA)
- Union of European Football Associations (UEFA)
- Deutscher Fußball-Bund (DFB)
- Nordostdeutscher Fußballverband (NOFV)
- Sächsischer Fußball-Verband (SFV)

## Untergeordnete Verbände
- Kreisverband Fußball Annaberg
- Kreisverband Fußball Chemnitz
- Kreisverband Fußball Chemnitzer Land
- Kreisverband Fußball Freiberg
- Kreisverband Fußball Göltzschtal
- Kreisverband Fußball Mittleres Erzgebirge
- Kreisverband Fußball Mittweida
- Kreisverband Fußball Vogtland/Plauen
- Kreisverband Fußball Stollberg
- Kreisverband Fußball Westerzgebirge
- Kreisverband Fußball Westsachsen